# Anton Heinrich (Schwarzburg-Sondershausen)
Anton Heinrich von Schwarzburg-Sondershausen (* 7. Oktober 1571 in Sondershausen; † 10. August 1638 ebenda) regierte zwischen 1594 und 1638 als Graf von Schwarzburg-Sondershausen.

## Leben
Graf Anton Heinrich war der Sohn des Grafen Johann Günther I. von Schwarzburg-Sondershausen (1532–1586), und dessen Gemahlin Gräfin Anna (1539–1579), Tochter des Grafen Anton I. von Oldenburg-Delmenhorst.
Beim Tod seines Vaters war er wie auch seine Brüder noch unmündig und so unterstanden sie der Vormundschaft ihrer Oheime, den Grafen Johann VII. (1540–1603) und Anton II. (1550–1619) von Oldenburg, und später regierten sie gemeinschaftlich. Er nahm sich aber der Regierungsarbeit am meisten an, besonders im honsteinischen Erbstreit.
Im Dreißigjährigen Krieg hatte die Grafschaft, besonders Arnstadt und Umgebung, durch Einquartierungen und andere Kriegslasten auf das Schrecklichste zu leiden. Die Brüder versuchten dabei aber ihr bestes, um den Schrecken danach zu mildern.
Graf Anton Heinrich starb 1638 unvermählt. Aus einer nichtehelichen Beziehung hatte er Nachkommen, darunter Hans Heinrich Oberhaupt von Schwarzenfels (* 1604) schwarzburgischer Stallmeister zu Sondershausen, 1641 geadelt und Mitglied der fruchtbringenden Gesellschaft als „der Versuchte“; er heiratete 1638 Anna Margarete von Teutleben.
Ein Urenkel des Grafen war Anton Ludwig von Schwartzenfels (1678–1725).